# Koczka György (orvos)
Koczka György (Kolozsvár, 1921. október 30. – Sepsiszentgyörgy, 2001. május 16.) belgyógyász orvos, egyetemi oktató, kutató.

## Életútja
Sepsiszentgyörgyön érettségizett (1937), a kolozsvári Ferenc József Tudományegyetem orvosi karán végzett (1944), doktori diplomáját Halle an der Saaléban szerezte (1945). A Marosvásárhelyi Orvosi és Gyógyszerészeti Egyetemen (OGYI) tanársegédként kezdte pályáját, ugyanott főorvos, poliklinikai igazgató, 1956-tól a sepsiszentgyörgyi Megyei Kórház belgyógyász osztályvezető főorvosa nyugalomba vonulásáig (1984).

## Szakírói munkássága
A Dóczy Pál István szerkesztette Belgyógyászati jegyzet csontbetegségekről szóló fejezetének szerzője (1951). Az Orvosi Szemlében társszerzőkkel közösen ismertette száz elhalálozott reumás szívbeteggel kapcsolatos klinikai és kórbonctani tapasztalatait (1956); itt megjelent több tanulmányát a Revista Medicală, Farmacia, Viața Medicală románul is közölte (1957-67). Egy Árkoson szervezett megyeközi tudományos ülésen A thrombophlebitisek szövődményei címen tartott előadása a konferencia román nyelvű gyűjteményes kötetében szerepelt (1977). Angol nyelvű értekezése a vérátömlesztés diagnosztikai és terápiás értékéről az ontológiában a berlini Forschungsergebnisse des Transfusions und Immunhaematologie 1978-as kötetében jelent meg.
Klinikai megfigyeléseiről előadásokat is tartott, s a Vörös Zászló, Megyei Tükör hasábjain jelentek meg népegészségügyi ismeretterjesztő cikkei. Adatok a sepsiszentgyörgyi kórház történetéhez című kéziratát a marosvásárhelyi orvostudomány-történeti katedra őrzi.